# Évêché titulaire de Ressiana
Ressiana est une ancienne cité romaine de la province de Numidie en Afrique du Nord (qui couvre le nord de l'actuelle Algérie).
La ville a été le siège d'un évêché qui n'existe plus aujourd'hui, si ce n'est sous la forme d'un siège titulaire pour un évêque n'ayant pas la charge d'un diocèse contemporain.
Il a été porté par Mgr Jean-Pierre Batut, évêque auxiliaire de Lyon jusqu'au 22 novembre 2014, date de sa nomination à la tête du diocèse de Blois.

## Liste des évêques contemporains titulaires de ce diocèse
| Début      | Fin                      | Nat.       | Nom                    | Fonction exercée               |
| ---------- | ------------------------ | ---------- | ---------------------- | ------------------------------ |
| 12/12/1948 | 06/06/2003               | Roumanie   | Mgr Adalbert Boros     |                                |
| 07/07/2003 | 15/10/2008               | États-Unis | Mgr John Michael Quinn | Évêque auxiliaire de Détroit   |
| 28/11/2008 | 11/01/2015               | France     | Mgr Jean-Pierre Batut  | Évêque auxiliaire de Lyon      |
| 15/03/2015 | Actuellement en fonction | France     | Mgr Franc Šuštar       | Évêque auxiliaire de Ljubljana |